# Alarico II
Alarico II (en gótico: Alareiks; 458-507) fue rey de los visigodos desde el año 484 hasta el 507. Hijo de Eurico. Se casó con Teodegonda, una hija ilegítima de Teodorico el Grande, rey de los ostrogodos.

## Biografía

Territorio del reino visigodo bajo el mando de Alarico II.

En 486 Alarico II negó refugio a Afranio Siagrio, gobernante romano del llamado Reino de Siagrio (último reducto del Imperio Romano de Occidente) derrotado por Clodoveo I. Alarmado por las intimidaciones de Clodoveo, Alarico le remitió al noble romano, que fue decapitado.
Murió en la batalla de Vouillé en 507, que enfrentó a los visigodos con las tropas del rey franco Clodoveo I. La derrota de los visigodos en esta batalla marca la desaparición del Reino de Tolosa, pues las posesiones galas, excepto la Narbonense, se perdieron.
Le sucede su hijo Gesaleico, el cual emprende el repliegue de los restos del reino de Tolosa hacia Hispania.
Alarico II elaboró un código de leyes, conocido como Breviario de Alarico (506), para sus súbditos «romanos», según la teoría tradicional, aplicándose a los godos el derecho consuetudinario del pueblo visigodo (recopilado en el año 475 por el rey Eurico en el Codex Euricianus o Código de Eurico).

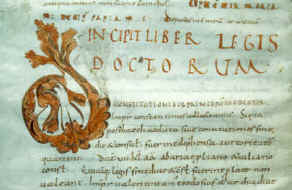
Manuscrito del Breviario de Alarico conservado en Clermont-Ferrand.

Según teorías más recientes, dicho código de inspiración romana no sería aplicado exclusivamente a los súbditos romanos, sino a todos, en un intento integrador para la sociedad y no excluyente.
El mismo año permitió a los obispos católicos de la Galia que se reunieran en el Concilio de Agde en Agatha en la Narbonense.

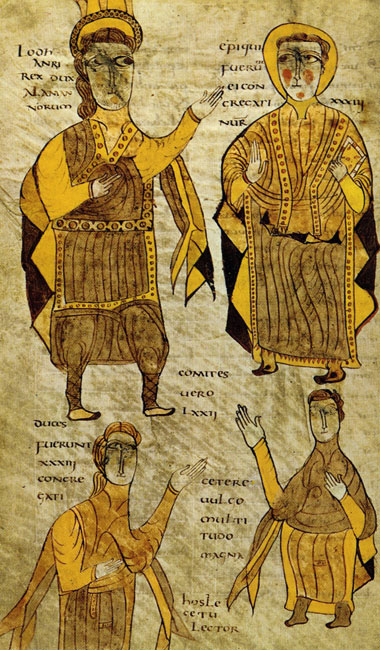
Manuscrito del Breviario de Alarico conservado en Clermont-Ferrand.

El Breviario de Alarico, o Lex Romana Visigothorum es la más importante obra recopilatoria de Derecho romano postclásico y vulgar, realizada en un reino germánico.
| Predecesor: Eurico | Rey de los Visigodos 484 – 507 | Sucesor: Gesaleico |